# Sajjad Mashayekhi
Sajjad Mashayekhi (en persan : سجاد مشایخی), né le 23 février 1994, à Téhéran, en Iran, est un joueur iranien de basket-ball. Il évolue au poste de meneur.

## Palmarès
- Coupe FIBA Asie 2012
- 3e du championnat d'Asie des 18 ans et moins 2012